# Parafia św. Antoniego z Padwy w Świdnicy
Parafia Świętego Antoniego z Padwy w Świdnicy – parafia Kościoła Polskokatolickiego w RP, położona w dekanacie dolnośląskim diecezji wrocławskiej. Msze św. sprawowane są w niedzielę o godzinie 11.30. Na stanowisku proboszcza następuje wakat. 

## Historia
Parafia polskokatolicka pw. św. Antoniego w Świdnicy została zorganizowana w czerwcu 1953. Początkowo polskokatolicy spotykali się na nabożeństwa w kościele ojców kapucynów, gdzie proboszczem był ks. Józef Osmólski. Pierwszym stałym proboszczem parafii był ks. Eryk Cetlawa. Na skutek zagrożenia zawaleniem się dotychczasowego kościoła parafia przeniosła się w latach 70. XX wieku do siedziby przy ul. Saperów, wówczas proboszczem parafii był wielki działacz społeczny ks. mgr Marian Kosiński, który organizował tutaj spotkania o charakterze ekumenicznym i kulturalnym. Po ks. Kosińskim w parafii pracował ks. Józef Deker, który obecnie jest przeniesiony ad statum laicale. Dziś parafia Św. Antoniego nie ma stałej opieki duszpasterskiej. 
18 maja 2013 w parafii doszło do zuchwałej i głośnej w mieście kradzieży monstrancji oraz dwóch puszek z komunikantami.